# Fengtai, Huainan
Fengtai är ett härad i staden Huainan i provinsen Anhui i östra Kina.
Fengtai är indelat i  15 köpingar och fyra socknar (varav en etnisk minoritetssocken).
Köpingar (zhen):

- Chengguan (城关镇)
- Daxing (大兴镇)
- Dingji (丁集镇)
- Fenghuang (凤凰镇)
- Guiji (桂集镇)
- Guqiao (顾桥镇)
- Jiaoganghu (焦岗湖镇)
- Liuji (刘集镇)
- Maoji (毛集镇)
- Shangtang (尚塘镇)
- Xiaji (夏集镇)
- Xinji (新集镇)
- Yangcun (杨村镇)
- Yuezhangji (岳张集镇)
- Zhumadian (朱马店镇)

Socknar (xiang):

- Guandian (关店乡)
- Gudian (古店乡)
- Qianmiao (钱庙乡)

Etnisk minoritetssocken (zu xiang):
- Lichong (李冲回族乡) (för huifolket)